# Liga Nacional de Fútsal Bolivia 2021
La Liga Nacional de Fútsal de Bolivia 2021 fue la quinta versión de la Liga Nacional de Fútbol de salón de Bolivia organizada esta gestión por la Federación Boliviana de Fútbol.

## Temporada 2021
La Liga Nacional De Fútsal en Bolivia tendrá 15 clubes participantes con el ascenso del club Agua Santa de Oruro y el club Petrolero de Yacuiba.
El campeón clasificará a la Copa Libertadores de Fútbol Sala 2022.

## Equipos participantes
| Equipo                            | Ciudad         | Temp | Coliseo                 | Capacidad |
| --------------------------------- | -------------- | ---- | ----------------------- | --------- |
| Proyecto Latin Cross              | La Paz         | 5    | Julio Borelli Viteritto | 7.500     |
| Club Wolf Sport                   | La Paz         | 4    | Julio Borelli Viteritto | 7.500     |
| Cooperativa Rural de Electricidad | Santa Cruz     | 5    | Gilberto Pareja         | -         |
| Universitario                     | Chuquisaca     | 4    | Jorge Revilla Aldana    | -         |
| Club Deportivo Lizondo            | Chuquisaca     | 4    | Jorge Revilla Aldana    |           |
| Club Antofagasta                  | Chuquisaca     | 2    | Jorge Revilla Aldana    |           |
| Club Nantes Oscar Sánchez         | Tarija         | 5    | Los Chapacos            |           |
| San Martin de Porres              | Tarija         | 2    | Los Chapacos            |           |
| Club Deportivo Prensa             | Tarija Yacuiba | 3    | Margot Quevedo          | -         |
| Petrolero                         | Tarija Yacuiba | 1    | Margot Quevedo          |           |
| Wilstermann - Víctor Muriel       | Cochabamba     | 5    | Evo Morales             | -         |
| Deportivo Concepción              | Potosí         | 5    | Ciudad de Potosí        | 10.000    |
| Joyas Sport                       | Pando          | 3    | Alfredo Huary           | -         |
| Fantasmas Morales Moralitos       | Oruro          | 3    | Eduardo Leclere Polo    | -         |
| Agua Santa                        | Oruro          | 1    | Eduardo Leclere Polo    | -         |

- Datos desde la temporada 2016-17

## Fase de grupos
Los equipos se dividen en 3 grupos de 5 equipos, la primera fase se jugarán en 3 sedes donde clasificarán los dos mejores equipos de cada grupo más los dos mejores terceros para tener a los clubes para las eliminatorias. 
Los dos grupos están divididos de la siguiente manera:

#### Grupo A (Tarija)
| Pos. | Equipos                             | PJ | PG | PE | PP | GF | GC | Dif. | Pts. |
| ---- | ----------------------------------- | -- | -- | -- | -- | -- | -- | ---- | ---- |
| 1.   | San Martín (Tarija)                 | 4  | 4  | 0  | 0  | 23 | 6  | +17  | 12   |
| 2.   | CRE (Santa Cruz)                    | 4  | 3  | 0  | 1  | 13 | 5  | +8   | 9    |
| 3.   | Nantes O.S. (Tarija)                | 4  | 1  | 1  | 2  | 11 | 15 | -4   | 4    |
| 4.   | Agua Santa (Oruro)                  | 4  | 1  | 1  | 2  | 9  | 20 | -11  | 4    |
| 5.   | Fantasmas Morales Moralitos (Oruro) | 4  | 0  | 0  | 4  | 7  | 17 | -10  | 0    |

|  |                                      |
|  | Clasificados a los cuartos de final. |
|  | Eliminados.                          |

| Agua Santa    | 4 – 3 | Fantasmas Morales M. | Los Chapacos Tarija | 4 de octubre | 20:00 |  |
| San Martín    | 5 – 4 | Nantes               | Los Chapacos Tarija | 4 de octubre | 21:00 |  |
| Descansa: CRE |       |                      |                     |              |       |  |

| Agua Santa           | 1 – 4 | CRE                  | Los Chapacos Tarija | 5 de octubre | 19:30 |  |
| Nantes               | 4 – 3 | Fantasmas Morales M. | Los Chapacos Tarija | 5 de octubre | 20:30 |  |
| Descansa: San Martin |       |                      |                     |              |       |  |

| Agua Santa                     | 3 – 3 | Nantes | Los Chapacos Tarija | 6 de octubre | 19:30 |  |
| San Martin                     | 4 – 0 | CRE    | Los Chapacos Tarija | 6 de octubre | 20:30 |  |
| Descansa: Fantasmas Morales M. |       |        |                     |              |       |  |

| Fantasmas Morales M. | 0 – 5  | CRE        | Los Chapacos Tarija | 7 de octubre | 19:30 |  |
| San Martin           | 10 – 1 | Agua Santa | Los Chapacos Tarija | 7 de octubre | 20:30 |  |
| Descansa: Nantes     |        |            |                     |              |       |  |

| Nantes               | 0 – 4 | CRE                  | Los Chapacos Tarija | 8 de octubre | 19:30 |  |
| San Martin           | 4 – 1 | Fantasmas Morales M. | Los Chapacos Tarija | 8 de octubre | 20:30 |  |
| Descansa: Agua Santa |       |                      |                     |              |       |  |

#### Grupo B (Sucre)
| Pos. | Equipos                       | PJ | PG | PE | PP | GF | GC | Dif. | Pts. |
| ---- | ----------------------------- | -- | -- | -- | -- | -- | -- | ---- | ---- |
| 1.   | Deportivo Concepción (Potosí) | 4  | 3  | 1  | 0  | 13 | 7  | +6   | 10   |
| 2.   | Victor Muriel (Cbba)          | 4  | 2  | 1  | 1  | 12 | 7  | +5   | 7    |
| 3.   | Lizondo (Sucre)               | 4  | 2  | 1  | 1  | 13 | 11 | +2   | 7    |
| 4.   | Antofagasta (Sucre)           | 4  | 1  | 1  | 2  | 14 | 18 | -4   | 4    |
| 5.   | Universitario (Sucre)         | 4  | 0  | 0  | 4  | 4  | 13 | -9   | 0    |

|  |                                      |
|  | Clasificados a los cuartos de final. |
|  | Eliminados.                          |

| Antofagasta                    | 3 – 3 | Victor Muriel | Jorge Revilla Aldana Sucre | 4 de octubre | 19:00 |  |
| Universitario                  | 2 – 4 | Lizondo       | Jorge Revilla Aldana Sucre | 4 de octubre | 20:30 |  |
| Descansa: Deportivo Concepción |       |               |                            |              |       |  |

| Victor Muriel     | 5 – 0 | Universitario        | Jorge Revilla Aldana Sucre | 5 de octubre | 19:00 |  |
| Antofagasta       | 4 – 7 | Deportivo Concepción | Jorge Revilla Aldana Sucre | 5 de octubre | 20:30 |  |
| Descansa: Lizondo |       |                      |                            |              |       |  |

| Victor Muriel          | 1 – 3 | Deportivo Concepción | Jorge Revilla Aldana Sucre | 6 de octubre | 19:00 |  |
| Lizondo                | 6 – 4 | Antofagasta          | Jorge Revilla Aldana Sucre | 6 de octubre | 20:30 |  |
| Descansa Universitario |       |                      |                            |              |       |  |

| Lizondo               | 1 – 3 | Victor Muriel        | Jorge Revilla Aldana Sucre | 7 de octubre | 19:00 |  |
| Universitario         | 0 – 1 | Deportivo Concepción | Jorge Revilla Aldana Sucre | 7 de octubre | 20:30 |  |
| Descansa: Antofagasta |       |                      |                            |              |       |  |

| Antofagasta             | 3 – 2 | Universitario        | Jorge Revilla Aldana Sucre | 8 de octubre | 19:00 |  |
| Lizondo                 | 2 – 2 | Deportivo Concepción | Jorge Revilla Aldana Sucre | 8 de octubre | 20:30 |  |
| Descansa: Victor Muriel |       |                      |                            |              |       |  |

#### Grupo C (Yacuiba)
| Pos. | Equipos                 | PJ | PG | PE | PP | GF | GC | Dif. | Pts. |
| ---- | ----------------------- | -- | -- | -- | -- | -- | -- | ---- | ---- |
| 1.   | Petrolero (Yacuiba)     | 4  | 4  | 0  | 0  | 25 | 9  | +16  | 12   |
| 2.   | Proyecto Latin (La Paz) | 4  | 3  | 0  | 1  | 11 | 12 | -1   | 9    |
| 3.   | La Prensa (Yacuiba)     | 4  | 1  | 1  | 2  | 8  | 11 | -3   | 4    |
| 4.   | Joyas Sport (Pando)     | 4  | 1  | 0  | 3  | 14 | 14 | 0    | 3    |
| 5.   | Wolf Sport (La Paz)     | 4  | 0  | 1  | 3  | 4  | 16 | -12  | 1    |

|  |                                      |
|  | Clasificados a los cuartos de final. |
|  | Eliminados.                          |

| La Prensa             | 2 – 2 | Wolf Sport     | Margot Quevedo Yacuiba, Tarija | 4 de octubre | 20:00 |  |
| Petrolero             | 9 – 3 | Proyecto Latin | Margot Quevedo Yacuiba, Tarija | 4 de octubre | 21:00 |  |
| Descansa: Joyas Sport |       |                |                                |              |       |  |

| Petrolero                | 4 – 1 | Wolf Sport  | Margot Quevedo Yacuiba, Tarija | 5 de octubre | 20:00 |  |
| La Prensa                | 3 – 1 | Joyas Sport | Margot Quevedo Yacuiba, Tarija | 5 de octubre | 21:00 |  |
| Descansa: Proyecto Latin |       |             |                                |              |       |  |

| Proyecto Latin      | 2 – 0 | Wolf Sport  | Margot Quevedo Yacuiba, Tarija | 6 de octubre | 20:00 |  |
| Petrolero           | 8 – 4 | Joyas Sport | Margot Quevedo Yacuiba, Tarija | 6 de octubre | 21:00 |  |
| Descansa: La Prensa |       |             |                                |              |       |  |

| Joyas Sport         | 8 – 1 | Wolf Sport     | Margot Quevedo Yacuiba, Tarija | 7 de octubre | 20:00 |  |
| La Prensa           | 2 – 4 | Proyecto Latin | Margot Quevedo Yacuiba, Tarija | 7 de octubre | 21:00 |  |
| Descansa: Petrolero |       |                |                                |              |       |  |

| Joyas Sport          | 2 – 1 | Proyecto Latin | Margot Quevedo Yacuiba, Tarija | 8 de octubre | 20:00 |  |
| Petrolero            | 4 – 1 | La Prensa      | Margot Quevedo Yacuiba, Tarija | 8 de octubre | 21:00 |  |
| Descansa: Wolf Sport |       |                |                                |              |       |  |

#### Mejores Terceros
| Equipo               | Gr | Pts | PJ | PG | PE | PP | GF | GC | Dif |
| -------------------- | -- | --- | -- | -- | -- | -- | -- | -- | --- |
| Lizondo (Sucre)      | B  | 4   | 2  | 1  | 1  | 13 | 11 | +2 | 7   |
| La Prensa (Yacuiba)  | C  | 4   | 1  | 1  | 2  | 8  | 11 | -3 | 4   |
| Nantes O.S. (Tarija) | A  | 4   | 1  | 1  | 2  | 11 | 15 | -4 | 4   |

|  |                                      |
|  | Clasificados a los cuartos de final. |
|  | Eliminados.                          |

## Segunda Fase
La segunda fase de la Liga Nacional de Futsal contará con los 8 equipos clasificados de la primera ronda. Las llaves se jugarán con un ida y vuelta donde no contará con la diferencia de gol, es decir de haber empate en puntos se irá primeramente a una prórroga y de persistir el empate se recurrirá a la tanda de los penales.

### Cuadro
|  | Cuartos de final   | Cuartos de final   | Cuartos de final | Cuartos de final  |   |       | Semifinales     | Semifinales | Semifinales | Semifinales |  |    | Finales    | Finales | Finales | Finales |  |
|  | 22 - 30 de octubre |                    |                  |                   |   |       |                 |             |             |             |  |    |            |         |         |         |  |
|  |                    |                    |                  |                   |   |       |                 |             |             |             |  |    |            |         |         |         |  |
|  |                    |                    |                  |                   |   |       |                 |             |             |             |  |    |            |         |         |         |  |
|  | 1A                 | San Martin (t. s.) | 4                | 10                |   |       |                 |             |             |             |  |    |            |         |         |         |  |
|  | 1A                 | San Martin (t. s.) | 4                | 10                |   |       |                 |             |             |             |  |    |            |         |         |         |  |
|  | 3C                 | La Prensa          | 5                | 1                 |   |       |                 |             |             |             |  |    |            |         |         |         |  |
|  | 3C                 | La Prensa          | 5                | 1                 |   | 1A    | San Martin      | 4           | 2 (5)       |             |  |    |            |         |         |         |  |
|  |                    |                    |                  |                   |   | 1A    | San Martin      | 4           | 2 (5)       |             |  |    |            |         |         |         |  |
|  |                    |                    | 1B               | Dep. Concepción   | 2 | 5 (3) |                 |             |             |             |  |    |            |         |         |         |  |
|  | 1B                 | Dep. Concepción    | 1B               | Dep. Concepción   | 2 | 5 (3) | 5               | 4           |             |             |  |    |            |         |         |         |  |
|  | 1B                 | Dep. Concepción    |                  |                   |   |       |                 |             |             |             |  |    |            |         |         |         |  |
|  | 2B                 | Victor Muriel      | 1                | 4                 |   |       |                 |             |             |             |  |    |            |         |         |         |  |
|  | 2B                 | Victor Muriel      | 1                | 4                 |   |       |                 |             |             |             |  | 1A | San Martin | 7       | 5       |         |  |
|  |                    |                    |                  |                   |   |       |                 |             |             |             |  | 1A | San Martin | 7       | 5       |         |  |
|  |                    |                    | 1C               | Petrolero         | 1 | 4     |                 |             |             |             |  |    |            |         |         |         |  |
|  | 2A                 | CRE                | 1C               | Petrolero         | 1 | 4     | 1               | 6 (4)       |             |             |  |    |            |         |         |         |  |
|  | 2A                 | CRE                |                  |                   |   |       |                 |             |             |             |  |    |            |         |         |         |  |
|  | 2C                 | Proyecton Latin    | 2                | 2 (5)             |   |       |                 |             |             |             |  |    |            |         |         |         |  |
|  | 2C                 | Proyecton Latin    | 2                | 2 (5)             |   | 2C    | Proyecton Latin | 3           | 2           |             |  |    |            |         |         |         |  |
|  |                    |                    |                  |                   |   | 2C    | Proyecton Latin | 3           | 2           |             |  |    |            |         |         |         |  |
|  |                    |                    | 1C               | Petrolero (t. s.) | 2 | 9     |                 |             |             |             |  |    |            |         |         |         |  |
|  | 1C                 | Petrolero (t. s.)  | 1C               | Petrolero (t. s.) | 2 | 9     | 4               | 7           |             |             |  |    |            |         |         |         |  |
|  | 1C                 | Petrolero (t. s.)  |                  |                   |   |       |                 |             |             |             |  |    |            |         |         |         |  |
|  | 3B                 | Lizondo            | 5                | 4                 |   |       |                 |             |             |             |  |    |            |         |         |         |  |
|  | 3B                 | Lizondo            | 5                | 4                 |   |       |                 |             |             |             |  |    |            |         |         |         |  |
|  |                    |                    |                  |                   |   |       |                 |             |             |             |  |    |            |         |         |         |  |

- Nota: En cada llave, el equipo que figura en la parte superior de la llave ejerce la localía en el partido de vuelta.

## Cuartos de final
San Martin de Porres vs La Prensa
| 22 de octubre, 20:00 | La Prensa | 5–4 (-:-) | San Martin de Porres | Margoth Quevedo, Yacuiba, Tarija |  |
|                      |           | Reporte   |                      |                                  |  |

| 29 de octubre, 20:00 | San Martin de Porres | 6–1 (4:0) (t. s.) | La Prensa | Los Chapacos, Tarija |  |

Petrolero vs Lizondo
| 22 de octubre, 20:00 | Lizondo | 5–4 (-:-) | Petrolero | Jorge Revilla Aldana, Sucre |  |

| 29 de octubre, 20:00 | Petrolero | 5–3 (2:1) (t. s.) | Lizondo | Margoth Quevedo, Sucre |  |

Deportivo Concepción vs Victor Muriel
| 22 de octubre, 20:00 | Victor Muriel  | 1–5 (0:3) | Deportivo Concepción                                                          | Evo Morales, Cochabamba |  |
|                      | Romario Torres | Reporte   | Cesar Baldrich · Jeison Padilla · Jonathan Toro · Franco Serrudo · Alan Valda |                         |  |

| 30 de octubre, 20:00 | Deportivo Concepción | 4–4 (1:1) | Victor Muriel | Ciudad de Potosí, Potosí |  |

CRE vs Proyecto Latin
| 22 de octubre, 20:00 | Proyecto Latin               | 2–1 (0:0) | CRE          | Julio Borelli Viteritto, La Paz |  |
|                      | Cristian Neme · Jaime Choque |           | Jose Herrera |                                 |  |

| 29 de octubre, 20:00 | CRE | 6–2 (0:0) (t. s.)(4–5 p.) | Proyecto Latin | Jhon Pictor Blanco, Santa Cruz |  |

## Semifinales
San Martin de Porres vs Deportivo Concepción
| 5 de noviembre, 20:00 | San Martin de Porres | 4–2 (2:1) | Deportivo Concepción | -, - |  |
|                       | 4, 30, 30, 7         | Reporte   | 7, 20                |      |  |

| 19 de noviembre, 20:00 | Deportivo Concepción | 5–2 (–) (t. s.)(3–5 p.) | San Martin de Porres | -, - |  |

Proyecto Latin vs Petrolero
| 6 de noviembre, 20:00 | Proyecto Latin                 | 3–2 (1:0) | Petrolero    | Julio Borelli Viteritto, La Paz |  |
|                       | Cristian Neme · Israel Montaño | Reporte   | Arnaldo Báez |                                 |  |

| 19 de noviembre, 20:00 | Petrolero                                                                          | 9–2 (2:1, 2–1) (t. s.) | Proyecto Latin              | Margot Quevedo, Tarija |  |
|                        | Jean Trujillo · Arnaldo Báez · Paton Chavarria · Paco de la Riva · Horacio Miranda | Reporte                | Erland Vaca · Cristian Neme |                        |  |

## Finales
San Martin de Porres vs Petrolero
| 27 de noviembre, 20:00 | San Martin                                                                                  | 7–1 (2:1) | Petrolero     | Los Chapacos, Yacuiba, Tarija |  |
|                        | Saul Gareca · Grover Gareca · Edson Ortiz · Carlos Ramos · Alejandro Muñoz · José Langorife | Reporte   | Jean Trujillo |                               |  |

| 3 de diciembre, 20:00 | Petrolero | 4–5 (2:3) | San Martin | Margot Quevedo, Tarija |  |
|                       |           | Reporte   |            |                        |  |

## Liguilla de Descenso

### Ronda 1
Wolf Sport vs Universitario
| 23 de octubre, -:- | Universitario | 7–3 (–) | Wolf Sport | Jorge Revilla Aldana, Sucre |  |

| 30 de octubre, 21:00 | Wolf Sport | 6–6 (–) | Universitario | Julio Borelli Viteritto, La Paz |  |

Joyas Sport vs Fantasmas Morales Moralitos
| 22 de octubre, 20:00 | Fantasmas Morales Moralitos | 10–2 (5–1) | Joyas Sport | Eduardo Lecrele Polo, Oruro |  |
|                      |                             | Reporte    |             |                             |  |

| 29 de octubre, 20:00 | Joyas Sport | 9–1 (1–1) (t. s.)(6–7 p.) | Fantasmas Morales Moralitos | Alfredo Huary, Oruro |  |

- Joyas Sport y Wolf Sport jugarán la liguilla de la Dimafusa para conocer al nuevo equipo que ascienda y los 2 equipos que jugarán los descensos indirectos.

## Cronología
| Predecesor: Libofutsal 2019 | Libofutsal 2021 | Sucesor: Libofutsal 2022 |

- Datos: Q109255474